# Szent Angilbert
Szent Angilbert vagy Centulai Angilbert (latinul: Sanctus Angilbertus Centulensis), olykor neve szerepel Angilberk és Engelbert formában is (Aachen, 750/760 körül – Centula, 814. február 18.) középkori frank államférfi, egyházi személy, latin nyelven alkotó vallásos író.

## Élete
Előkelő frank családból származott, és szinte már kisgyermekként a királyi udvarba került, ahol együtt nevelkedett Nagy Károly gyermekeivel. A gyermekek és Angilbert nevelését Pisai Péter, Friauli Szent Paulinus és Alkuin irányította. (Utóbbinak később Angilbert személyes barátja is lett.) Azonban mestereivel ellentétben Angilbert meglehetősen világi gondolkodású személy volt, aki a színház szeretete mellett szerelmi viszonyba került Károly leányával, Bertával is. Ezt a kapcsolatot Károly is elnézte, és Angilbertnek idővel Bertától két gyermeke, Hartnit, és a későbbi történetíró, Nithard született. (Angilbert és Berta viszonyát tévesztették el a későbbi krónikások Einhard és Károly Imma nevű feltételezett leányára vonatkoztatva.)
Angilbertet okos politikusként tartották számon az udvarban, nem csoda, ha Károly fiát, Pipint vele küldte Itáliába. Három más alkalommal (792, 794, 796) a pápai udvarhoz lett küldve diplomáciai célokkal. 790 körül Károly neki adományozta Centulia (azaz a mai Saint-Riquier) apátságot. Angilbert nem lett soha klerikus, de világi apátként is sokat tett kolostora érdekébenː újjáépítette épületét, és gazdag – mintegy 200 kötetes – könyvtárat hozott létre, amely a Frank Birodalom legnagyobb könyvtárának számított. Kora Homéroszaként tartották számon.
800-ban elkísérte uralkodóját a császárrá koronázás alkalmával Rómába, majd az udvar több magas rangú tisztviselője között ott volt a császár végrendeletének 811-es hitelesítésénél is. Károlyt alig néhány héttel élte túl: az uralkodó 814. január 28-i halála után nem sokkal, február 18-án Angilbert is elhunyt.

## Művei
- két egyházi szabályzat
- De ecclesia Centulensi libellus ('Könyvecske a centulai kolostorról')
- rövid terjedelmű versek
- Karolus Magnus et Leo papa ('Nagy Károly és Leó pápa') – vitatott hitelességű, 537 hexameterből álló kiseposz